# Anchoa lyolepis
La anchoa trompalarga o anchoa mulata (Anchoa lyolepis) es una especie de pez clupeiforme de la familia Engraulidae. Se encuentra en el Atlántico occidental, desde Nueva York hasta Florida, Bermudas, y desde  las Antillas hasta Brasil, así como en Panamá, Yucatán y el norte del golfo de México.